# Carta Pobla de Vilanova i la Geltrú
La Carta Pobla de Vilanova i la Geltrú va ser concedida l'any 1274 pel Rei Jaume I. Aquest fet representa el primer reconeixement administratiu de l'assentament que, durant uns quants anys, havia anat creixent fora de les muralles de la Geltrú. Aquest document es considera l'origen del municipi que posteriorment seria conegut com Vilanova i la Geltrú.

### Commemoració del 750 aniversari
Amb l'objectiu de difondre aquest llegat, l'Ajuntament de la ciutat impulsa un programa d'esdeveniments des d'aquest juliol fins a l'estiu de l'any vinent, amb els vilanovins Sixte Moral i Bienve Moya com a comissaris. Les activitats tindran lloc en diversos espais de la ciutat per poder compartir el coneixement sobre la nostra identitat amb tothom, tal com es va explicar ahir durant la presentació de la commemoració al Castell de la Geltrú.
L'organització de les activitats compta amb la participació d'institucions, entitats i persones expertes en diferents àmbits, amb la finalitat de posar en valor el moment històric de la fundació de la ciutat, així com per enfortir el sentiment de pertinença i el desig de conèixer millor la nostra història.
Per la seva banda, Bienve Moya va recordar que "Vilanova i la Geltrú és una ciutat que té com a història fundacional una llegenda d'emancipació social", un aspecte en el qual se centrarà el programa d'esdeveniments. El naixement de la Vila Nova fora dels dominis feudals de la Geltrú permet establir alguns paral·lelismes amb l'actualitat.
El 26 de juliol es va estrenar el documental Vila Nova 1274, produït per Canal Blau Televisió, sota la direcció de Jordi Carrillo.